# Saarlouis Hauptbahnhof
Der Hauptbahnhof Saarlouis ist der einzige Bahnhof auf dem Stadtgebiet der saarländischen Kreisstadt Saarlouis. Er liegt an der Saarstrecke zwischen Trier und Saarbrücken auf dem Gebiet des Stadtteils Roden, etwa 1 km nördlich der Stadtmitte.

## Geschichte

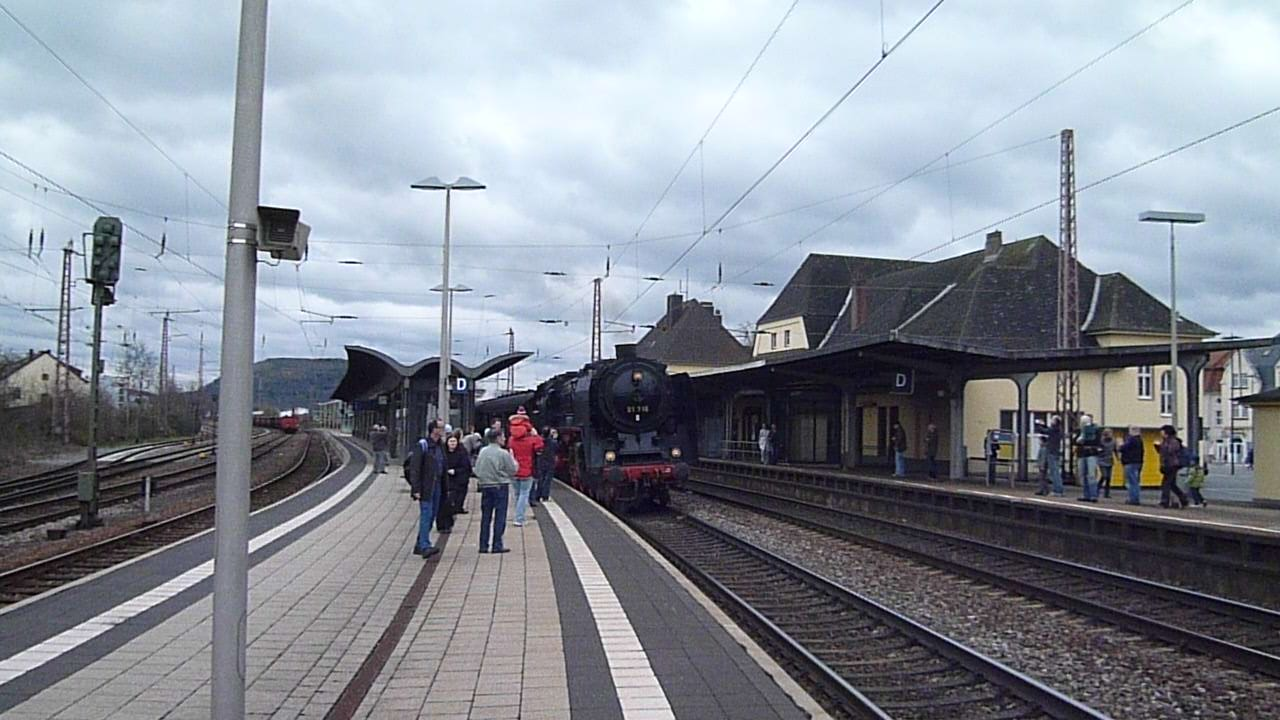
BR 01 118 in Richtung Dillingen

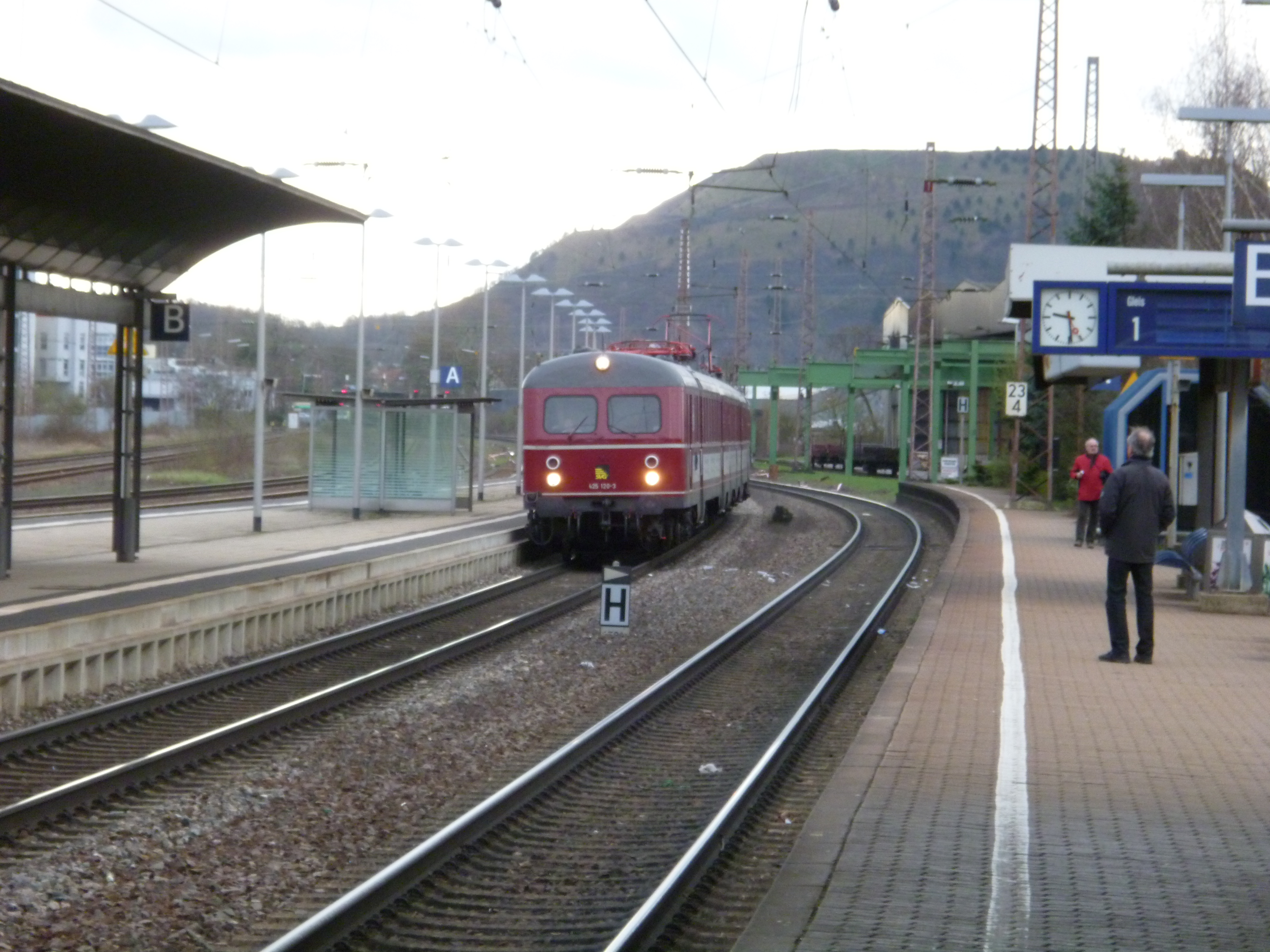
ET 25 Einfahrt aus Richtung Ensdorf

Der erste Bahnhof auf dem Territorium des heutigen Saarlouis wurde im Zuge des Baus der Saarstrecke am 16. Dezember 1858 in Fraulautern eröffnet. Saarlouis selber war dadurch allerdings von Eisenbahnverkehr abgeschnitten, was die wirtschaftliche Entwicklung behinderte und die Stadt hinter die Nachbargemeinden Dillingen und Bous zurückwarf. Dies führte zunächst zum Bau der Straßen- und Kleinbahnen im Kreis Saarlouis. Außerdem setzte sich die Stadt für den Neubau eines Bahnhofs ein und gemeindete den heutigen Ortsteil Roden ein, um auf dessen Gebiet einen Bahnhof zu errichten. Die Eröffnung des Bahnhofes Saarlouis am heutigen Standort geschah am 19. Dezember 1912. Bis 1945 hieß der Bahnhof „Saarlautern“, bevor er im November 1945 in „Saarlouis“ umbenannt wurde. Ab Mitte der 1960er Jahre wurde der Bahnhof an das elektrische Netz der deutschen Bundesbahn angebunden, nachdem er in Hauptbahnhof umbenannt wurde. Bis 2002 hielten auch Interregios in Saarlouis, seitdem wird der Bahnhof nur noch von Zügen des Regionalverkehrs bedient, da auf der Saarstrecke keine Fernzüge mehr verkehren.

## Infrastruktur

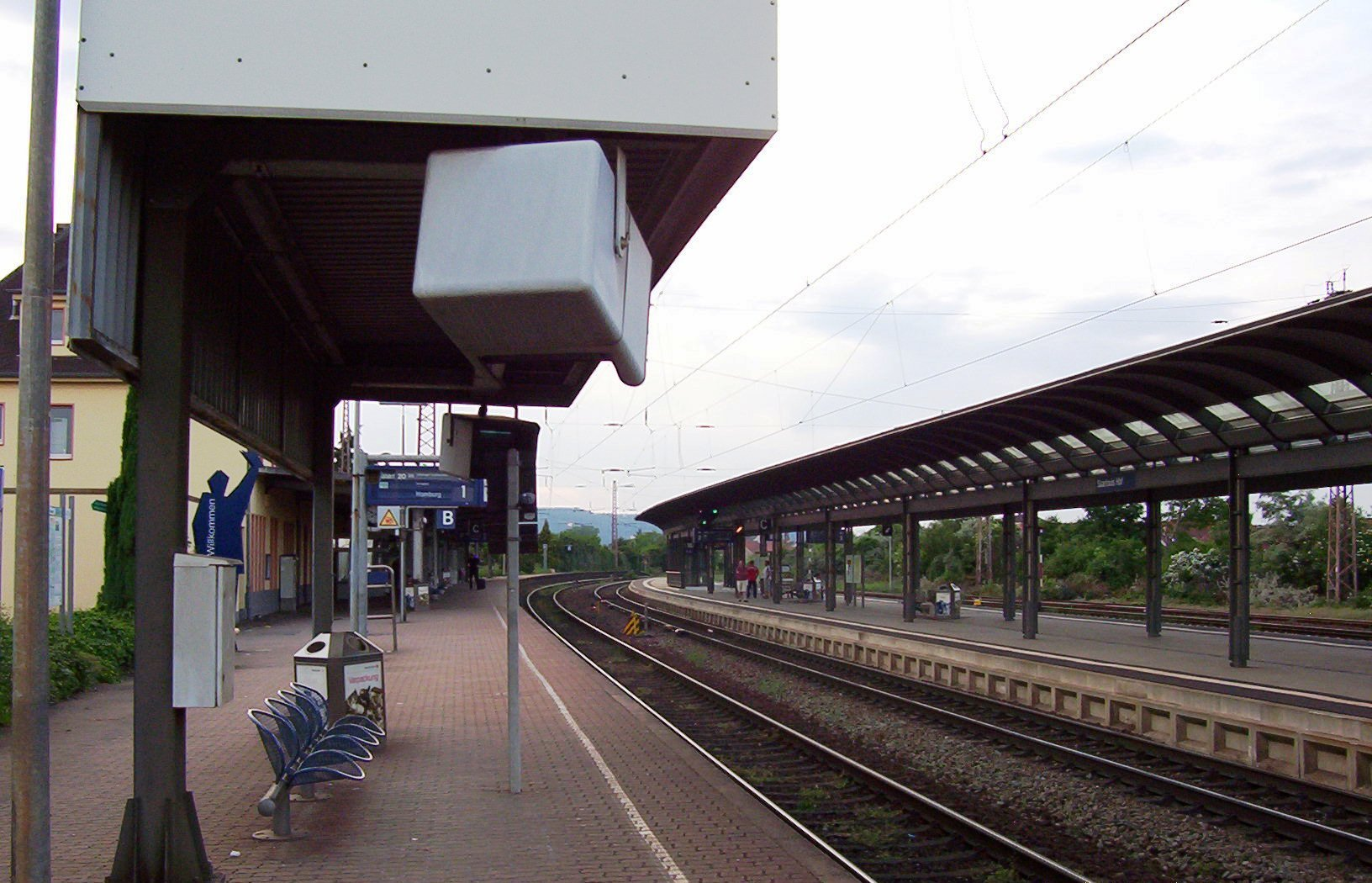
Bahnsteige in Blickrichtung Dillingen

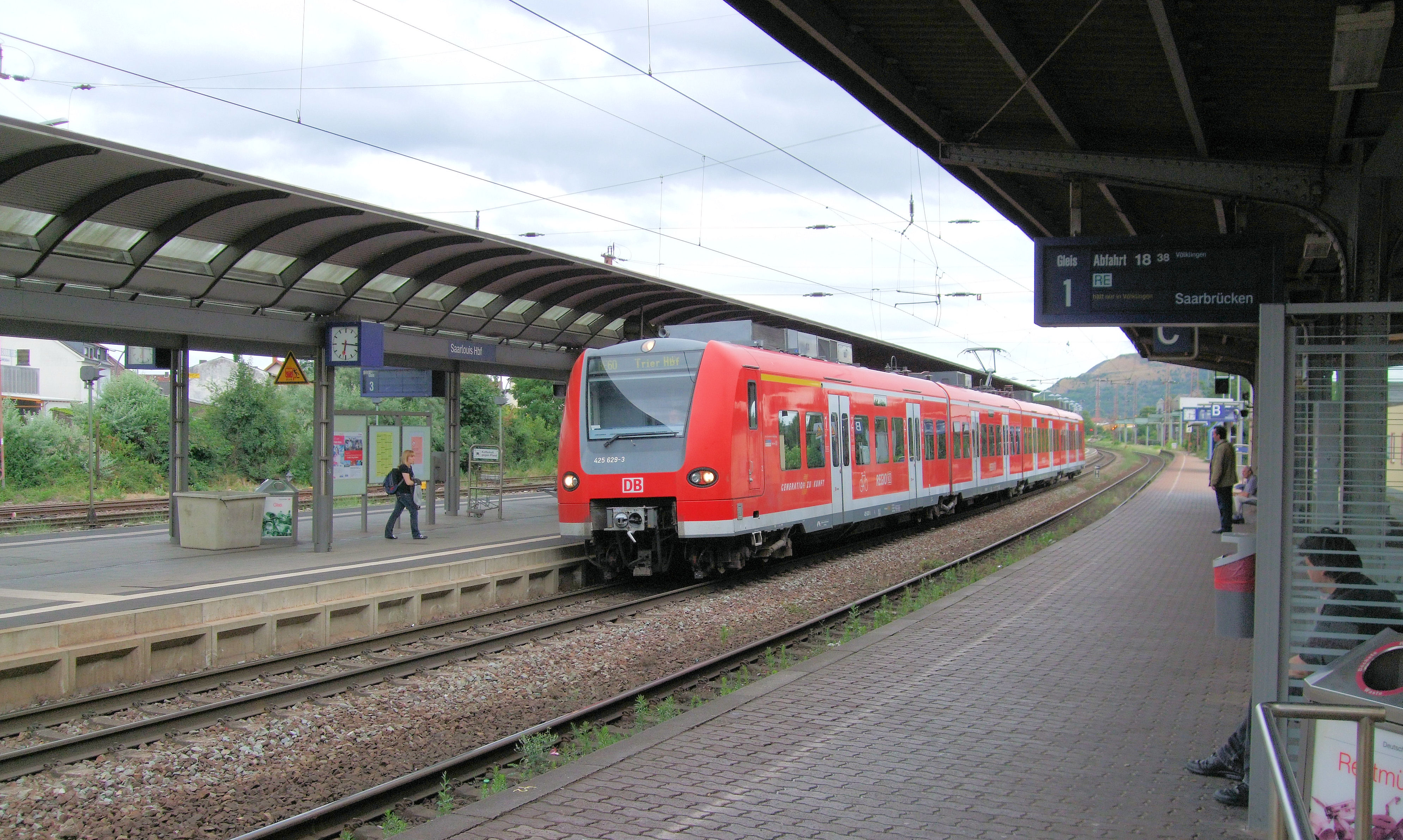
Einfahrt Br. 425 als RE 60 nach Trier Hbf auf Gleis 2

Der Saarlouiser Hauptbahnhof verfügt über drei Bahnsteiggleise und drei Gütergleise, die keinen Bahnsteig besitzen. Gleis 1 hat eine Länge von 314 m und eine Höhe von 76 cm, Gleis 2 und 3 sind jeweils 300 m lang und 55 cm hoch. Ein barrierefreier Zugang ist an allen Bahnsteigen möglich. Die Gleise 2 und 3 sind über einen Fußgängertunnel mit Treppe und Fahrstuhl erreichbar. Im Bahnhof befindet sich ein Reisezentrum, vor dem Bahnhof gibt es P+R-Parkplätze, Fahrrad-Stellplätze, Taxi-Stellplätze und Toiletten. Im Rahmen eines Renovierungsprogramms für saarländische Bahnhöfe, das 2012 abgeschlossen wurde, wurde auch das Empfangsgebäude erneuert. 1967 wurde ein Spurplan-Drucktastenstellwerk in Betrieb genommen.

## Betrieb
Der Bahnhof wird mittlerweile nur noch von Regionalzügen angefahren. Er liegt im Saarländischen Verkehrsverbund in der Wabe 452. Zum 14. Dezember 2014 trat der größte Fahrplanwechsel seit Einführung des Rheinland-Pfalz-Takts im Jahr 1994 in Kraft. Seitdem verkehren hier folgende Linien:
| Linie                    | Linienbezeichnung       | Linienverlauf | Takt                                                               |
| ------------------------ | ----------------------- | --- | ------------------------------------------------------------------ |
| RE 1                     | Südwest-Express (SÜWEX) | Koblenz – Bullay – Wittlich – Schweich – Trier – Merzig (Saar) – Dillingen (Saar) – Saarlouis – Völklingen – Saarbrücken – St. Ingbert – Homburg (Saar) – Landstuhl – Kaiserslautern – Neustadt (Weinstr) – Ludwigshafen (Rhein) Mitte – Mannheim | 060 min (Koblenz–Kaiserslautern) 120 min (Kaiserslautern–Mannheim) |
| RB 70                    | Saartal-Bahn            | Merzig (Saar) – Dillingen (Saar) – Saarlouis – Völklingen – Saarbrücken – Homburg (Saar) – Kaiserslautern | 060 min                                                            |
| RB 71                    | Saartal-Bahn            | Trier – Merzig (Saar) – Dillingen (Saar) – Saarlouis – Völklingen – Saarbrücken – Homburg (Saar) | 060 min                                                            |
| Stand: 15. Dezember 2024 |                         | |                                                                    |

Vor dem Bahnhof befindet sich ein Busbahnhof mit Busverbindungen in alle Stadtteile Saarlouis, nach Frankreich und nach Lebach. Letztere ersetzt die stillgelegte Primstalbahn.